# جيانفرانكو كونتيني
جيانفرانكو كونتيني ( 4 يناير 1912 - 1 فبراير 1990)، هو باحث في الرومانسية و ناقد أدبي و فقيه لغة و لغوي ومؤرخ الأدب إيطالي.